# ارگ گوگد
ارگ گوگد، یکی از بناهای قدیمی و بسیار دیدنی شهرستان گلپایگان در استان اصفهان می‌باشد.
این ارگ در پنج کیلومتری جاده گلپایگان به تهران و در شهری به نام گوگد (از شهرهای شهرستان گلپایگان) واقع شده است. از این ارگ که در زمان‌های صلح به عنوان کاروانسرا و در زمان جنگ یا حمله اشرار به عنوان دژ نظامی استفاده می‌گردیده است در خیابان آیت‌الله گلپایگانی، کوچه قلعه واقع شده است و در حال حاضر از این بنا به عنوان هتل سه ستاره سنتی استفاده می‌گردد. این بنای ارزشمند در حال حاضر سند آن به نام شرکت ارگ سالار گلپایگان است که در آثار ملی کشور نیز به ثبت رسیده است.

## معرفی
ارگ گوگد مربوط به دوره زند - دوره قاجار است و در گوگد، خیابان آیت الله گلپایگیانی، خیابان ارگ واقع شده و این اثر در تاریخ ۱۱ بهمن ۱۳۷۸ با شمارهٔ ثبت ۲۵۷۴ به‌عنوان یکی از آثار ملی ایران به ثبت رسیده است.
تنها سند مکتوبی که از این بنا وجود دارد متعلق به ۱۳۰ سال پیش است که این سند گواهی می‌دهد، نیمی از بنای ارگ را شخصی به نام علیخان به عنوان مهریه به همسرش واگذار کرده که از این پس این بنای تاریخی با عنوان ارگ علیخانی نامیده شد.
ارگ تاریخی گوگد در زمان خود بر اساس روایت‌های موجود در زمان صلح به عنوان کاروانسرا و با توجه به وضعیت و موقعیت خاص خود، محل استراحت کاروان تجار سرشناس یا حاکمان و والی‌های سایر ایالات ایران بشمار می‌رفت، بر اساس سخنانی که از سخنان افراد مسن این شهر تاریخی به گوش رسیده است، آقامحمد خان قاجار نیز در لشکر کشی‌های خود چند روزی را در این محل استراحت داشته است. 

## دربارهٔ بنا
ساختار بنا
ارگ گوگد درمسیر جاده معروف ابریشم قرارداشته است و در ساختمان آن وجود طبقات پائین و بالا بیانگر نظام طبقاتی در اجتماع آن روز می‌باشد به این صورت که استر و استربانان در طبقه پائین و در مجاورت هم و بازرگانان وافراد شاخص در طبقات بالا ساکن می‌شدند همچنین سوراخ‌هائی روی دیوارها ی مرتفع قرار دارد که از آن به عنوان سیستم امنیتی هشدار دهنده استفاده می‌گردیده، به این صورت که کبوترها را در این سوراخ‌ها اسکان می‌داده‌اند که شب هنگام با بیقراری و سروصدای این کبوتران متوجه ورود مهاجمین توسط قلاب یا نردبان می‌شدند.
تاریخ ساخت
تاریخ ساخت این بنا که یکی از بزرگ‌ترین بناهای خشت و گلی ایران می‌باشد تاریخ ساخت آن به حدود چهارصد سال پیش بازمی‌گردد و تنها سند مکتوبی که از این بنا موجود است متعلق به حدود یکصد و چهل سال پیش می‌باشد که نشان می‌دهد نصف بنای ارگ را علیخان بختیاری به عنوان مهریه به همسرش واگذار کرده است.
ثبت ملی
ارگ گوگد به شماره ۲۵۷۴ در فهرست آثار ملی به ثبت رسیده است.

## شعر
| یکی دژ برآمد ز راه نخست      |  | ز رزم آوران نام آن را بجست      |
| شنید این سخن نام دژ گوگد است |  | در او ایمن از هرچه دیو و دد است |

## نگارخانه

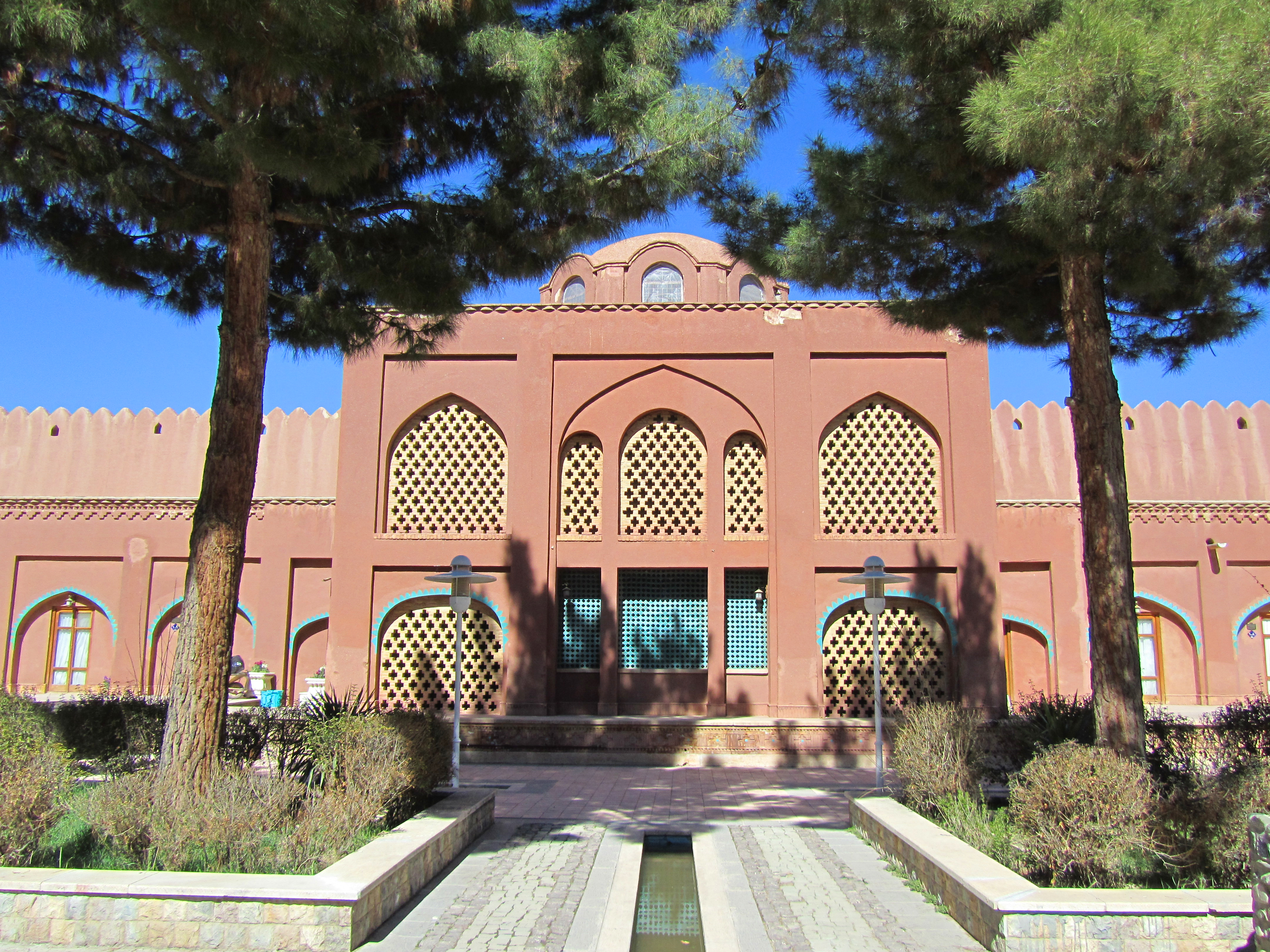
ورودی ارگ
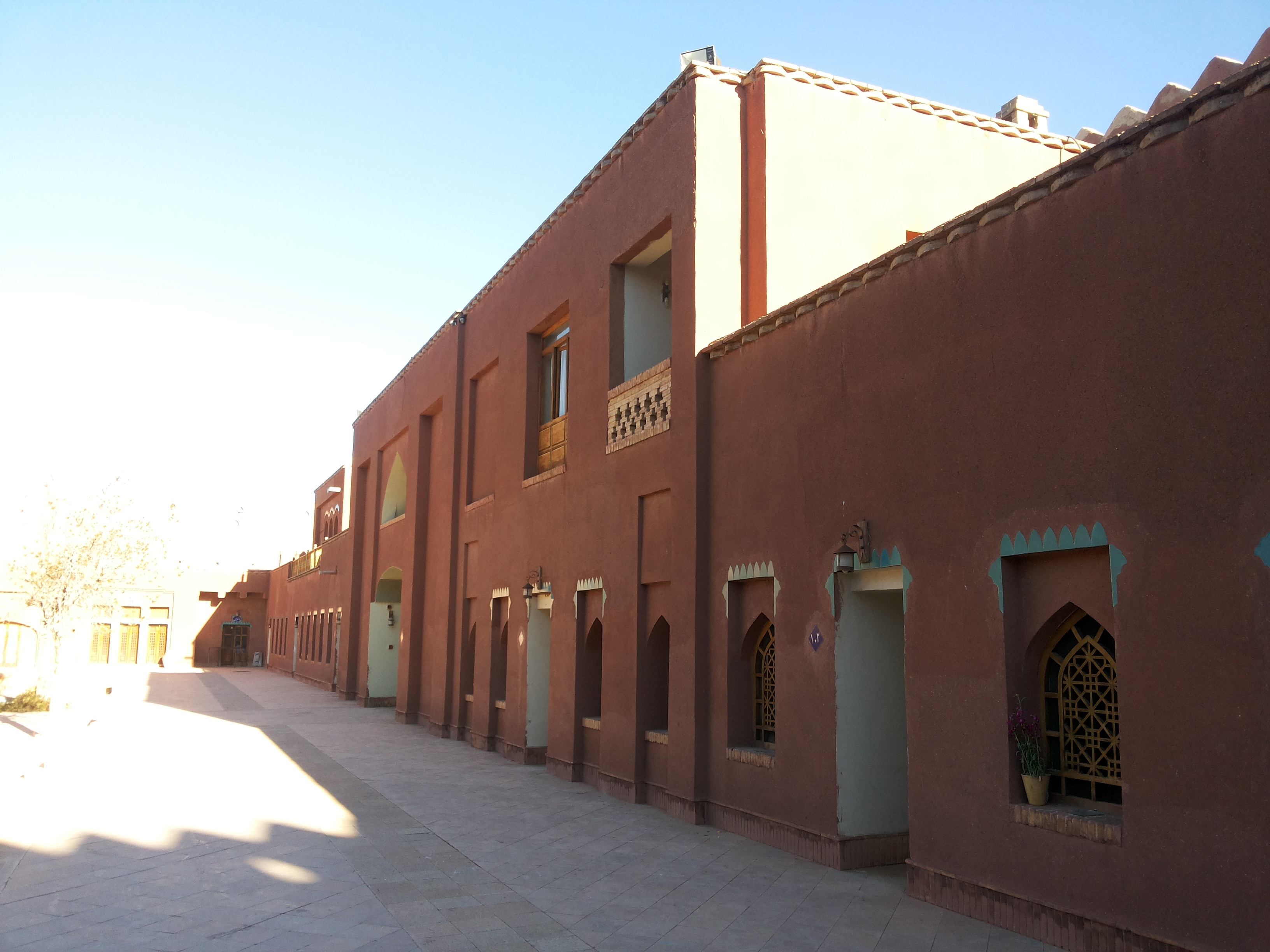
رج گوگد گلپایگان- نمای داخلی-روز
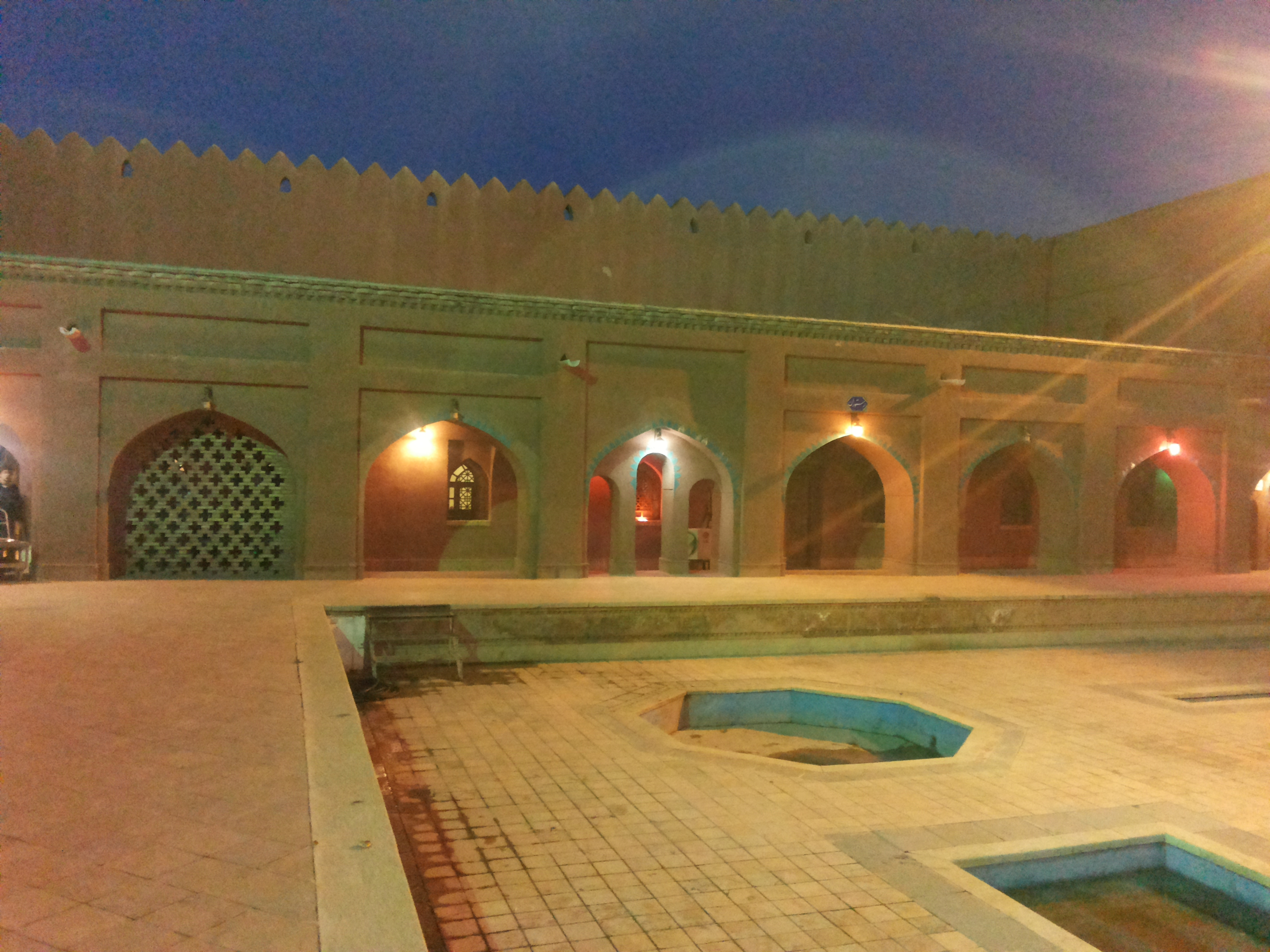
برج گوگد گلپایگان- نمای داخلی-شب